# Пфонс
Пфонс (нім. Pfons) —  громада округу Інсбрук-Ланд у землі Тіроль, Австрія.
Пфонс лежить на висоті  1043 м над рівнем моря і займає площу  21,7 км². Громада налічує 1242 мешканців. 
Густота населення 57/км².  
|                                |
| Пфонс на мапі округу та землі. |

 Адреса управління громади: Waldfrieden 23, 6143 Pfons. 

## Демографія
Історична динаміка населення міста за даними сайту Statistik Austria

## Виноски
1. ↑  Dauersiedlungsraum der Gemeinden Politischen Bezirke und Bundesländer - Gebietsstand 1.1.2018 — Статистичне управління Австрії.
2. ↑  Einwohnerzahl 1.1.2018 nach Gemeinden mit Status, Gebietsstand 1.1.2018 — Статистичне управління Австрії.
3. ↑  www.pfons.tirol.gv.at. Архів оригіналу за 24 серпня 2017. Процитовано 18 липня 2013.
4. ↑  Gemeindedaten von Pfons. Архів оригіналу за 27 листопада 2015. Процитовано 18 липня 2013.

| Австрія | Це незавершена стаття з географії Австрії. Ви можете допомогти проєкту, виправивши або дописавши її. |